# پژوو
پژوو (به لهستانی:  Perzów) یک روستا در لهستان است که در گمینا پژوو واقع شده‌است.